# خاکی

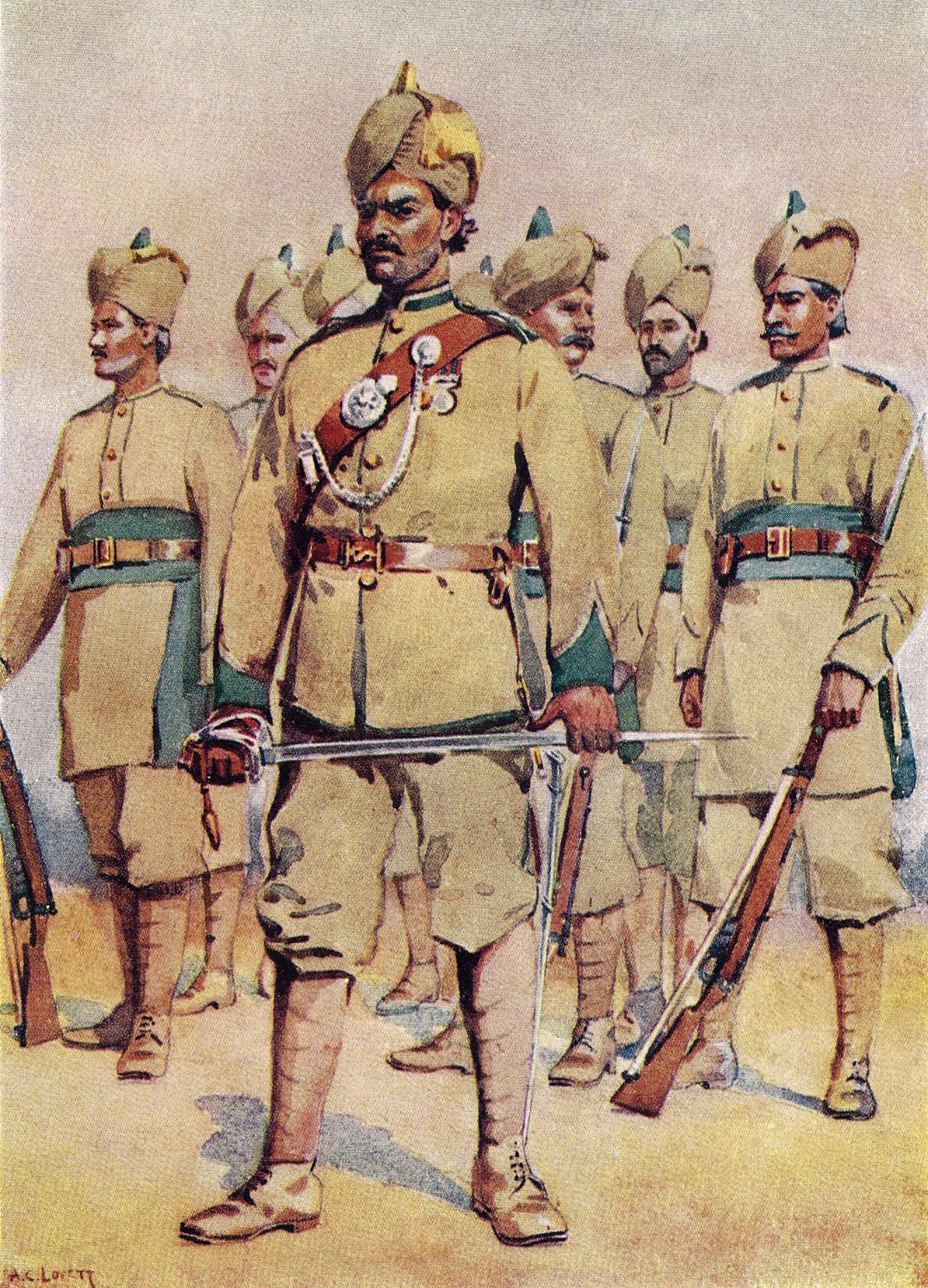
سربازان پنجابی

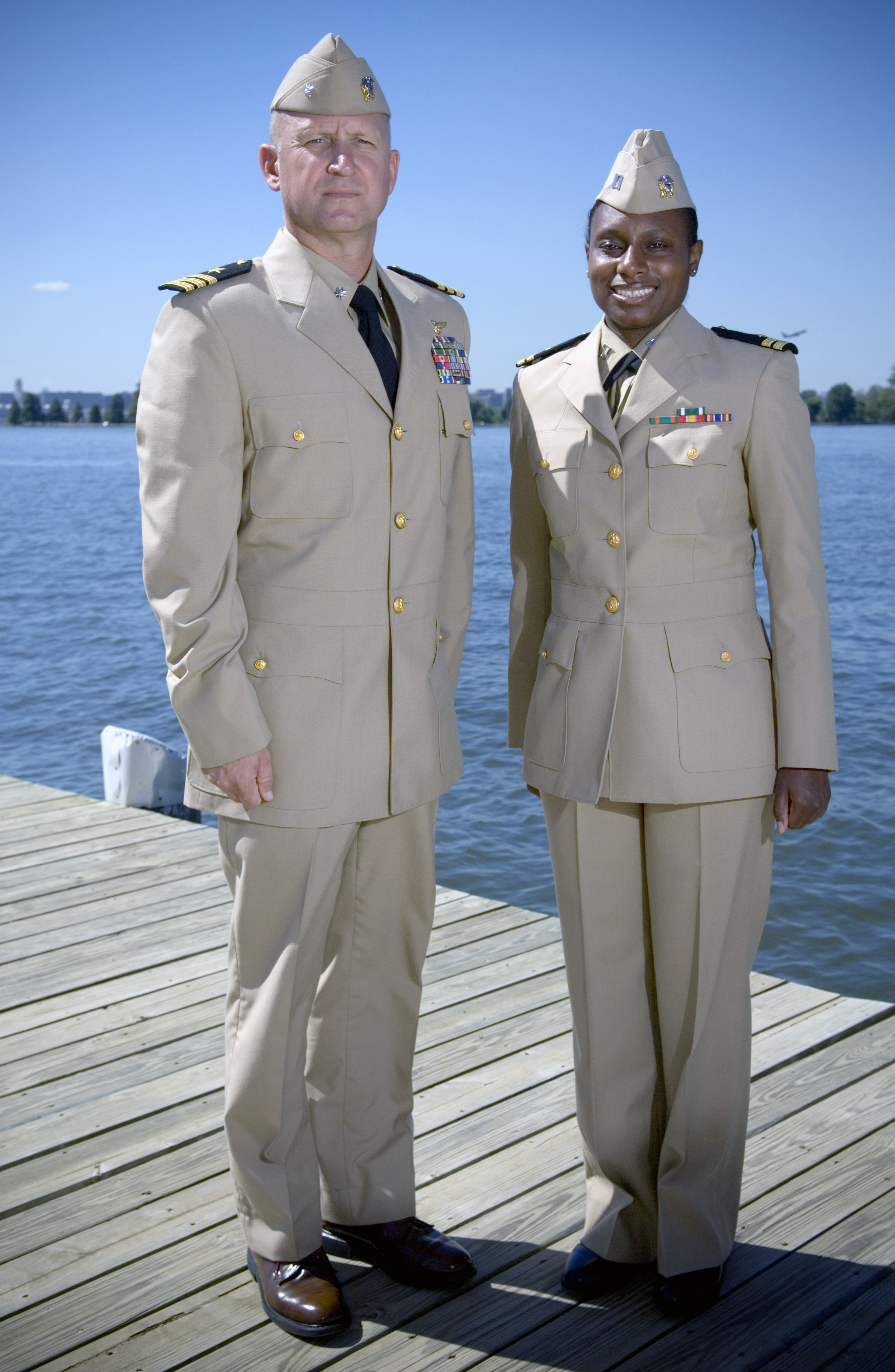
لباس خاکی نظامی در ارتش آمریکا

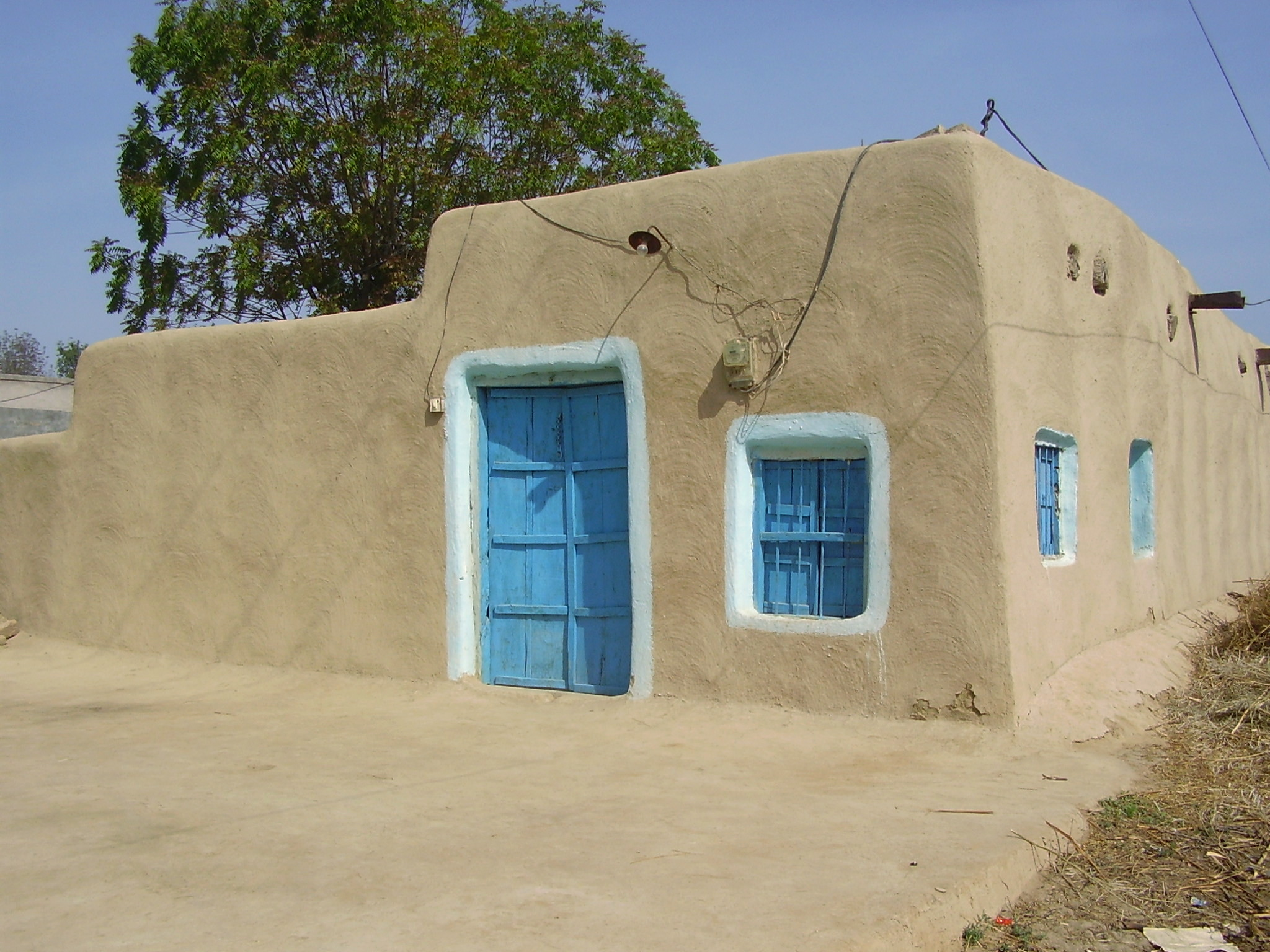
دیوار این خانه‌ها در پاکستان به رنگ خاکی نقاشی شده است

خاکی (به انگلیسی: Khaki) رنگی است بین خاکستری و کرم روشن (یا قهوه‌ای رنگ‌پریده) و نیز اصطلاحی است که برای توصیف پارچه‌ای از این رنگ که در لباس‌های نظامی استفاده می‌شود، به‌کار برده می‌شود.
واژهٔ خاکی از زبان فارسی به زبان اردو و سپس به انگلیسی راه یافته است و واژه khaki به معانی مختلف ازجمله برای توصیف لباس نظامی دارای این رنگ هستند به کار می‌رود.